# Festival Ecrã
O Festival Ecrã é um festival de cinema experimental e de arte contemporânea que ocorre na cidade do Rio de Janeiro, Brasil, desde 2017. O evento visa fomentar a cultura do audiovisual, através de experiências que questionam a noção e construção da imagem em movimento. Estimulando o indivíduo e o coletivo a manifestarem suas ideias e assim democratizar a criação artística. Com direção artística de Daniel Diaz, Rian Rezende e Pedro Tavares, o festival conta com instalações, performances, exibições em cinema, vídeo e mais. O evento ocorre tradicionalmente no mês julho, na Cinemateca do Museu de Arte Moderna do Rio de Janeiro. Sua programação anual conta com quase uma centena de filmes de todo o mundo, muitos sendo exibidos no Brasil pela primeira vez.

## Categorias
O festival consiste em diversas mostras não-competitivas. Elas são:
- Filmes de Longa-Metragem
- Filmes de Média-Metragem
- Filmes de Curta-Metragem
- Games
- Instalações
- Videoartes
- Artes Interativas
- Performance